# Bantamoto
Bantamoto is een historisch Brits merk van hulpmotoren.
De bedrijfsnaam was: Lettington Engineering Co Ltd of 16 Brunel Road, Londen.
Na de Tweede Wereldoorlog kwamen Duitse industriële ontwerpen ter beschikking van geallieerde bedrijven. Lettington Engineering, een zuster- of dochteronderneming van Cyc-Auto Works Ltd, adverteerde weliswaar met de kreet “100% British”, maar het ontwerp van deze hulpmotor, die naast het achterwiel van een fiets werd gemonteerd, was van Gerd Seifert (Burscheid). 
Richard Küchen, die na de oorlog in de Amerikaanse bezettingszone woonde (Ingolstadt) verbeterde het ontwerp en noemde het 38cc-blokje “Küchen 38’s”. Zo kwam het blokje in Engeland terecht. De productie begon in 1951. 
Het werd geen succes. Hoewel het machientje in de ACU-rally’s goed presteerde, mankeerde het waarschijnlijk aan de afwerking en de kwaliteitscontrole in de fabriek. In 1952 stopte Cyc-Auto het project en werd de productie beëindigd.